# Leptomys
A Leptomys az emlősök (Mammalia) osztályának a rágcsálók (Rodentia) rendjébe, ezen belül az egérfélék (Muridae) családjába tartozó nem.

## Rendszerezés
A nembe az alábbi 5 faj tartozik:
- Leptomys arfakensis Musser, Helgen & Lunde, 2008
- hosszúlábú mocsáripatkány (Leptomys elegans) Thomas, 1897 - típusfaj
- Leptomys ernstmayri Rummler, 1932
- Leptomys paulus Musser, Helgen & Lunde, 2008
- Leptomys signatus Tate & Archbold, 1938